# Illiniza
Der Illiniza ist ein nicht mehr aktiver Stratovulkan in Ecuador. Er befindet sich in ungefähr 55 km südwestlich von Quito in der West-Kordillere der Anden. Von seinen zwei Gipfeln ist der südliche, Iliniza Sur, 5245 m (links im Bild), von einem Gletscher bedeckt, der nördliche, Illiniza Norte, 5126 m, ist ein reiner Felsgipfel.

## Aufstieg
Ausgangspunkt für den Aufstieg ist bei beiden Gipfeln meistens die kostenpflichtige Schutzhütte „Nuevos Horizontes“, welche sich auf 4740 m in der Mitte des Sattels zwischen den zwei Gipfeln befindet. Der Sur ist technisch sehr viel schwieriger als der Norte und nur mit Gletscherausrüstung zu begehen. Für den Norte benötigt man nicht unbedingt technisches Gerät. Die Schwierigkeiten im Felsklettern reichen auf dem Normalweg dort etwa bis zum 2. Grad. Dennoch sind Helm und Seil empfehlenswert, da je nach Jahreszeit Abschnitte vereist sein können und bei plötzlich eintretenden Wetterstürzen auch mit Schnee und schwierigen Bedingungen zu rechnen ist.

## Flugzeugabsturz 2008
Am 31. August 2008 stürzte eine Boeing 737-200, die von der honduranischen Fluggesellschaft Atlantic Airlines an die venezolanische Conviasa geleast war, auf 4025 m Höhe am Südgipfel der Ilinizas ab. Das etwa 30 Jahre alte Flugzeug befand sich auf dem Weg vom Flughafen Caracas nach Latacunga (16 km von der Absturzstelle entfernt), wo Wartungsarbeiten und eine Erneuerung des Anstrichs geplant waren. Die drei Besatzungsmitglieder überlebten den Absturz nicht.

## Bilder

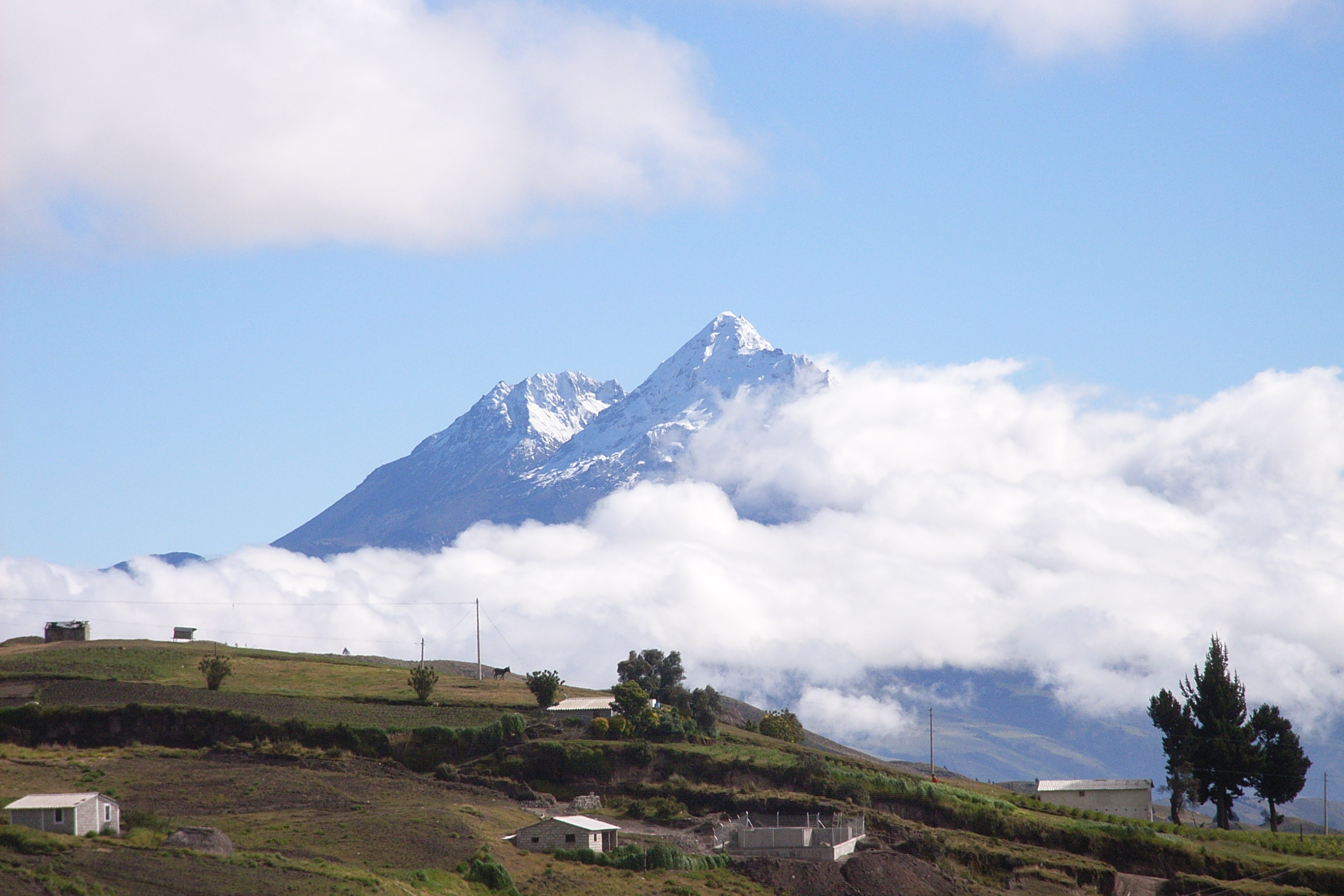
Iliniza Norte (links) und Iliniza Sur (rechts)
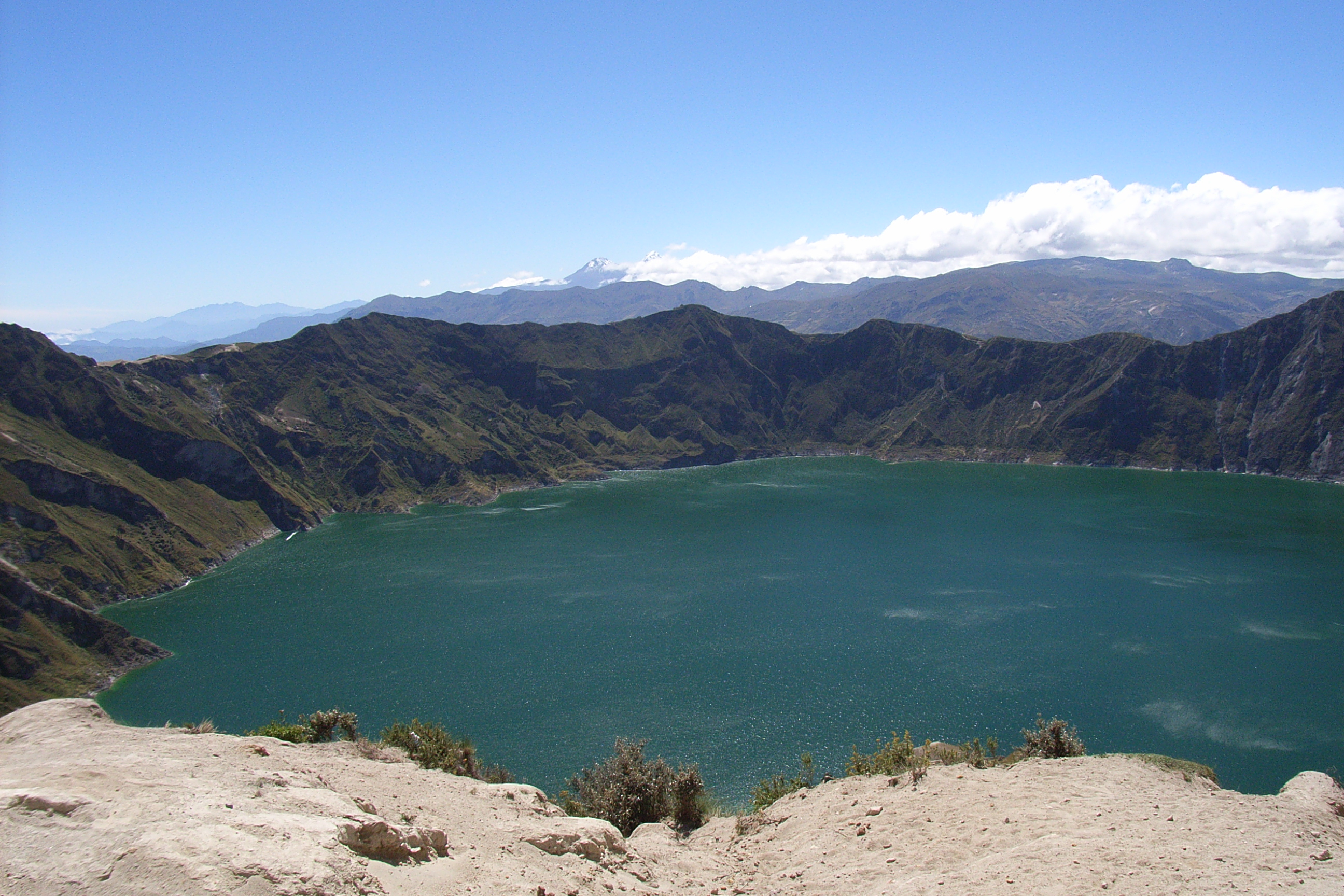
Die Gipfel des Iliniza vom Kratersee des Quilotoa aus gesehen
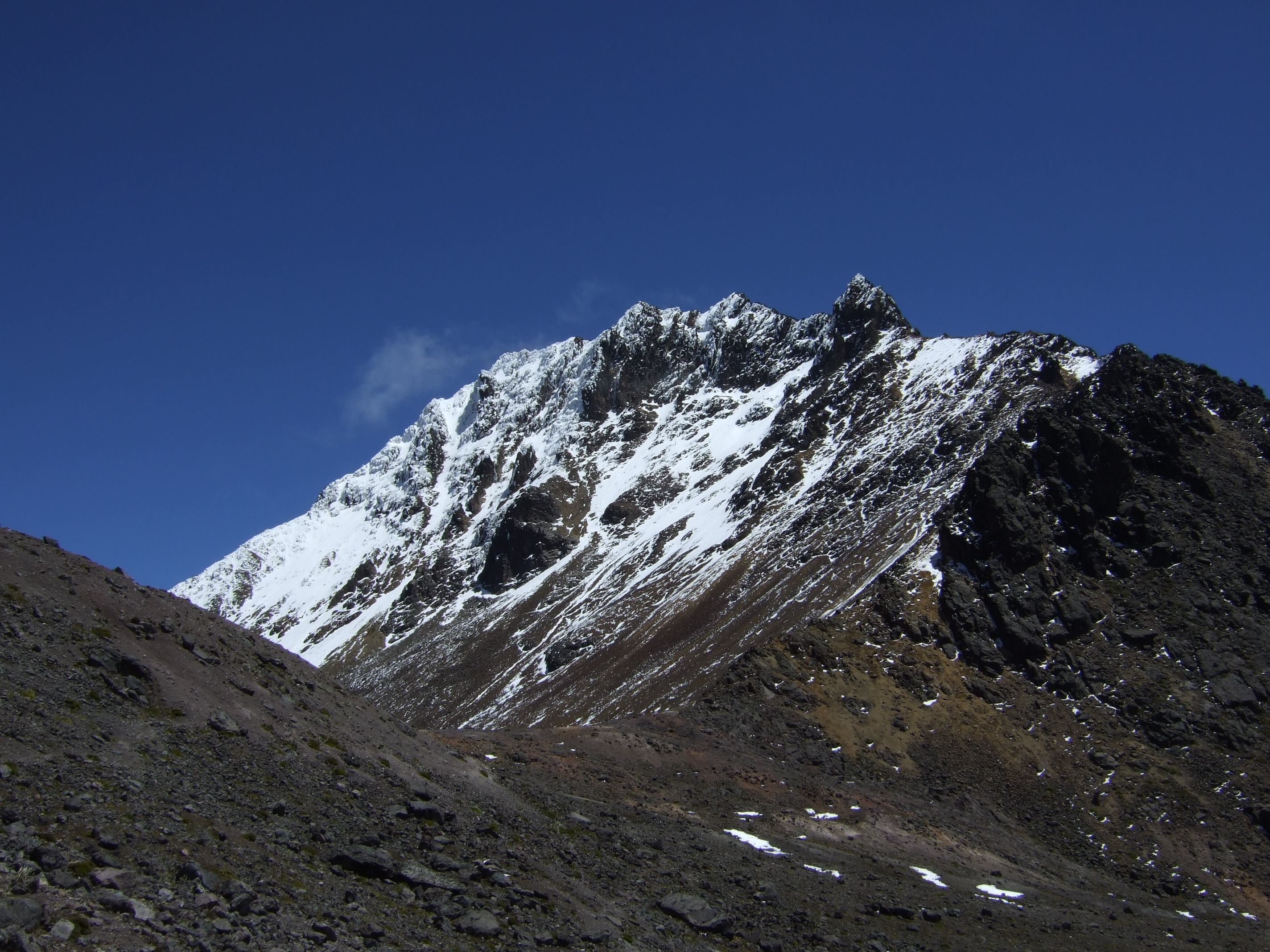
Schneebedeckter Illiniza Norte